# Betafence
Betafence è un'azienda belga che produce recinzioni, nata nel 1880 creata da Leon Bakaert. La sede principale è in belgio a Zwevegem. Fino al 2005 l'azienda era denominata Bekaert, poi ha cambiato il nome in quello attuale.
I prodotti vengono distribuiti in oltre 100 paesi. Ha undici siti produttivi e otto Contract Company. È presente anche in Italia a Tortoreto, con 160 dipendenti.

## Sedi produttive
L'attuale Betafence ha 8 siti produttivi in altrettanti paesi, 30 uffici vendite nel mondo e fornisce prodotti in 100 paesi. Betafence ha 1.400 dipendenti. La gamma diversificata di recinzioni è collocata nel settore residenziale, organizzatori di eventi e siti industriali. Ad esempio, Betafence ha trovato la sua strada verso grandi eventi (sportivi), aziende, sicurezza delle frontiere, siti militari e proprietà agricole.
Betafence ha stabilimenti produttivi in Belgio Zwevegem, Regno Unito Sheffield, Germania Schwalmtal, Italia Tortoreto, Polonia Kotlarnia, Sudafrica Paarl, Turchia Istanbul e USA Ennis.